# 丸山弘行
丸山 弘行（まるやま ひろゆき、1970年6月30日 - ）日本の実業家。塩水港精糖株式会社代表取締役社長、太平洋製糖株式会社取締役、関西精糖株式会社取締役。

## 人物・経歴
神奈川県出身。高千穂商科大学（現高千穂大学）卒業。1994年4月塩水港精糖株式会社入社。2013年砂糖事業部副部長。2014年バイオ事業部部長。2015年執行役員バイオ事業部部長。2016年常務執行役員バイオ事業部部長。2017年常務取締役バイオ事業部部長兼新商品事業開発室長。2018年常務取締役事業本部長兼オリゴ事業部長兼新商品事業開発室長。2019年から代表取締役社長就任。2020年太平洋製糖株式会社取締役、関西精糖株式会社取締役就任。